# Diporiphora reginae
Diporiphora reginae là một loài thằn lằn trong họ Agamidae. Loài này được Glauert mô tả khoa học đầu tiên năm 1959.